# آرنولد هاوزر
آرنولد هاوزر (Arnold Hauser) (متولد ۸ مه ۱۸۹۲ تمشوار - درگذشته ۲۸ ژانویه ۱۹۷۸ بوداپست)، مورخ تاریخ هنر مجارستانی و از پیشگامان تاریخ هنر نویسی با گرایش مارکسیستی بود. نوشته‌های وی بر تأثیر تغییرات ساختارهای اجتماعی بر هنر استوار است. اثر وی تحت عنوان «تاریخ اجتماعی هنر» (جلد نخست، ۱۹۵۱) در چهار جلد مهمترین اثر وی به‌شمار می‌رود.
وی در ۸ مه ۱۸۹۲ در خانواده‌ای یهودی در تمشوار زاده شد و در ۱۹۱۰ برای مطالعه تاریخ هنر و ادبیات به دانشگاه بوداپست راه یافت و همزمان دوره‌های مطالعاتی نیز در برلین و پاریس داشت. در سال ۱۹۱۸ درجه دکترای خود را از دانشگاه بوداپست در زیبایی‌شناسی رمانتیک آلمانی دریافت کرد. در اینجا به مقام استادی رسید و سپس مدیر شورای اصلاحات در آموزش تاریخ هنر شد. در پاریس از شاگردان هانری برگسن بود و از او تأثیرات بسیار پذیرفت. پس از جنگ اول جهانی و به دنبال پیروزی ضدانقلاب در مجارستان، آن کشور را ترک گفت و دو سال از عمرش را در ایتالیا به تحقیق دربارهٔ تاریخ هنر عصر باستان، هنرهای زیبا و هنر ایتالیا اختصاص داد. در سال ۱۹۲۰ به برلین رفت و در آنجا این نظریه را مطرح کرد که مسایل هنر و ادبیات اساساً مسایلی جامعه شناختی اند. سپس در آثار ماکس وبر، آدولف گولد شمیت، ورنر زومبارت و ارنست ترویلج آلمانی و بعدها چندین جامعه‌شناس بزرگ آمریکایی به تحقیق پرداخت. در وین از ۱۹۲۴ تا ۱۹۳۸ در مسایل بنیادین هنر جدید فیلم تحقیق کرد که در نوع خود برای محققی پرورش یافته در سنت تحقیقات دانشگاهی آلمان تا آن روزگار، علاقه ای استثنایی به‌شمار می‌رفت. همان‌جا در یک شرکت فیلم‌سازی وینی استخدام و مدیر بازاریابی و تبلیغات شد، از سال ۱۹۳۳ تا سال ۱۹۳۶ عضو هیئت مشورتی سانسور فیلم و مدرس نظریه و فناوری فیلم در کالج وین بود. اما در سال ۱۹۳۸ هاوزر که یهودی بود مجبور شد آلمان را ترک گوید و راهی انگلستان شود.
از آثار این دوره از زندگی هاوزر در انگلستان می‌توان به مقالات بسیاری اشاره کرد که وی برای نشریه‌های زندگی و ادبیات امروز (Life ana Letters today) و صدا و سیما (Sight and Sound) نوشت. ده سال بعد در آنجا تابعیت بریتانیایی به وی اعطا شد. تا سال ۱۹۵۱ به تدریس تاریخ هنر در دانشگاه لیدز اشتغال داشت و در آن سال به ایالت متحده آمریکا سفر کرد و دانشگاه برندیز به مقام استادی تاریخ هنر رسید اما همچنان به عنوان استاد مدعو تا سال ۱۹۵۷ با دانشگاه لیدز همکاری می‌کرد. در همان سال‌های اقامت در انگلستان مقدمات پژوهش دربارهٔ کتاب عظیم و دو جلدی تاریخ اجتماعی هنر (جلد نخست، ۱۹۵۱،The Social Art History) را فراهم آورد و با دامنه موضوعی بسیار گسترده‌ای از دوران پیش از تاریخ تا نخستین دهه‌های روزگاری که خود وی از آن با عبارت «عصر فیلم» یاد می‌کند به پایان رسانید. این اثر با اقبالی همواره احترام‌آمیز از سوی محققان هنر مواجه شد و به چندین زبان جهان ترجمه شد. در سال ۱۹۵۸، پس از انتشار جلد دوم کتاب تاریخ اجتماعی هنر، کتاب فلسفه تاریخ هنر (The Philosophy of Art History) هاوزر منتشر شد که هدف از آن به گفته خودش مطرح کردن بیش پنداشت‌های فلسفی مفهوم تاریخ هنر در نزد من بود، هاوزر معتقد بود که در کتاب تاریخ اجتماعی هنر چنان‌که باید و شاید به روش دیالکتیکی عمل نکرده بوده‌است. فلسفه تاریخ هنر نشان داد که هاوزر تا چه اندازه از استاد خود یعنی ماکس دوور ژاک تأثیر پذیرفته‌است. دوورژاک از جمله مورخان هنری بود که تجدید نظری ژرف در تفسیر شیوه گزینی (mannerism) به عمل آورد، که سبکی در نقاشی سدهٔ شانزدهم میلادی بود و در سال‌های بین دوره رنسانس پیش رفته و دوره باروک پدید آمده بود، هاوزر، همچون دوورژاک، شیوه گزینی را تجلی بحرانی در هنر و فرهنگ و مشابه بحران جامعه به‌طور کلی در آن دوره خاص می‌دانست، زیرا شیوه گزینی در دوره ای از تحولات اجتماعی و فرهنگی و همراه با ظهور جنبش اصلاح دینی پروتستان، جنبش ضداصلاح دینی، جنگ‌های دهقانی، غارت شهر رم، از دست رفتن سیطرهٔ اقتصادی ایتالیا و برخی آشوب‌های مهم دیگر پدیدار گشت. علت اهمیتی که در این کتاب به شیوه گزینی می‌دهد آن است که آن را «آغاز راستین هنر مدرن» و آغازی می‌داند که نتیجه درک این واقعیت است که جهان به هیچ‌وجه آن‌چنان‌که استادان دوره رنسانس می‌پنداشتند «جهانی نظام‌مند بامعنی و زیبا» نیست. در سال ۱۹۶۵ هاوزر کتاب دو جلدی شیوه گزینی بحران رنسانس و سرچشمه هنر مدرن (Mannerism The Crisis of The Renaissance and The Origin of Modern Art) را انتشار داد و این موضوع را عمیقاً در آن بررسی کرد.
هاوزر اندکی پیش از مرگش در سال ۱۹۷۸ به بوداپست بازگشت و به عضویت افتخاری فرهنگستان علوم مجارستان برگزیده شد.
از دیدگاه بسیاری، وی یکی از تاثیرگذارترین تاریخ نگاران و تحلیل گران تاریخ هنر سده بیستم به‌شمار می‌رود. میخائیل لارسن (Mikhail Larsen) در این باره می‌نویسد: «بی شک هاوزر برخی از مهمترین آثار شناخته شده تاریخ، فلسفه و جامعه‌شناسی هنر سده بیستم را نوشته‌است که به بسیاری از زبان‌های برگردانده شده‌است. یکی از مهمترین نکات این آثار رهیافت جامعه شناسانه جامع اوست. برخلاف اکثر تاریخ هنر نویسان و فیلسوفان هنر - و از همه مهتر ارنست گامبریچ (Ernst H. Gombrich)- او بر این باور بود که نمی‌توان دربارهٔ هیچ اثر هنری داوری ارائه کرد، مگر دست کم برخی حقایق پایه دربارهٔ شرایط تولید آن را بدانیم.»
هاوزر در کتاب جامعه‌شناسی هنر (۱۹۷۴، The Sociology of Art) عوامل اجتماعی و اقتصادی مؤثر در هنر را بررسی می‌کند. نظر او دایر بر این که هنر صرفاً بازتابی از جامعه نیست بلکه با آن اندر کنش دارد، با اقبال گسترده محققان مواجه شده‌است. علاوه بر این، او نهادها و بررسی کنندگان هنر در روزگار خویش را خدمتگذاران منافع اقتصادی به‌شمار می‌آورد. دیدگاه هاوزر در کتاب فلسفه تاریخ هنر نیز دیدگاهی اروپا محور بود و در آن، همانند تاریخ اجتماعی هنر، از پرداختن به هنر غربی خودداری کرد. او برخلاف اغلب مارکسیست‌های هم‌روزگار خود بر این واقعیت تأکید می‌کرد که شکل‌ها و سبک‌های هنری با آنکه خود تجلی یک جهان‌نگری هستند بازتاب مستقیم اوضاع و احوال اقتصادی و اجتماعی نیستند. سبک، ابزاری خنثی نیست و کارکردی صریحاً اجتماعی ندارد بلکه می‌تواند تابع انواع هدف‌های سیاسی و اجتماعی باشد.